# Dhauli
Dhauli – miejscowość w Indiach, w stanie Orisa, w pobliżu Bhuwaneśwaru. Na wzgórzach znajduje się wykuta w skale wielka półfigura słonia, uchodząca za najwcześniejszy historyczny przykład indyjskiej rzeźby monumentalnej. Towarzysząca rzeźbie inskrypcja z edyktem cesarza Aśoki wskazuje, że dzieło mogło powstać w III w.p.n.e.